# Gymnoscelis bryoscopa
Gymnoscelis bryoscopa là một loài bướm đêm trong họ Geometridae.